# Jean-Marcel Brouzes
Jean-Marcel Brouzes (* 3. Juni 1953 in Drancy) ist ein ehemaliger französischer Radrennfahrer und nationaler Meister im Radsport.

## Sportliche Laufbahn
Brouzes war im Bahnradsport und im Straßenradsport aktiv. Er war Teilnehmer der Olympischen Sommerspiele 1976 in Montreal. In der Mannschaftsverfolgung wurde Frankreich mit Paul Bonno, Jean-Marcel Brouzes, Jean-Jacques Rebière und Pierre Trentin auf dem 9. Rang klassiert.
1977 gewann er die nationale Meisterschaft in der Mannschaftsverfolgung gemeinsam mit Serge Beucherie, Pascal Herledan und Bruno Coquillaud. 1976 wurde er Vize-Meister in der Einerverfolgung hinter Jean-Jacques Rebière. Auf der Straße siegte er 1972 im Eintagesrennen Paris–Montereau und 1977 auf einer Etappe der Tour d’Île-de-France. Er startete für die Vereine Pédale Charentonnaise, CM Aubervilliers und ACBB.

## Familiäres
Sein Sohn Niels Brouzes wurde ebenfalls Radrennfahrer.